# هارولد إف. كريس
هارولد إف. كريس (بالإنجليزية: Harold F. Kress)‏ هو مونتير أمريكي، ولد في 26 يونيو 1913 في بيتسبرغ في الولايات المتحدة، وتوفي في 18 سبتمبر 1999 في بالم ديسيرت في الولايات المتحدة.

## وصلات خارجية
- هارولد إف. كريس على موقع IMDb (الإنجليزية)
- هارولد إف. كريس على موقع ألو سيني (الفرنسية)
- هارولد إف. كريس على موقع أول موفي (الإنجليزية)
- هارولد إف. كريس على موقع قاعدة بيانات الأفلام السويدية (السويدية)
- هارولد إف. كريس على موقع قاعدة بيانات الفيلم (الإنجليزية)
- هارولد إف. كريس على موقع كينوبويسك (الروسية)